# Stora Rimmö
Stora Rimmö este o arie protejată (arie specială de conservare — SAC, sit de importanță comunitară — SCI) din Suedia întinsă pe o suprafață de 402,3 ha, integral pe uscat.

## Localizare
Centrul sitului Stora Rimmö este situat la coordonatele 58°25′42″N 16°49′02″E / 58.4284°N 16.8172°E.

## Înființare
Situl Stora Rimmö a fost declarat sit de importanță comunitară în aprilie 2004 pentru a proteja un număr necunoscut de specii din flora spontană și fauna sălbatică aflate în arealul zonei. Situl a fost protejat și ca arie specială de conservare în martie 2011.

## Biodiversitate
Situată în ecoregiunile boreală și marină baltică, aria protejată conține 7 habitate naturale: Taiga vestică, Golfuri mici largi și golfuri puțin adânci, Pășuni din zone de pădure fino-scandinave, Pajiști din zone de pădure fino-scandinave, Păduri caducifoliate bătrâne naturale hemiboreale fino-scandinave (Quercus, Tilia, Acer, Fraxinus sau Ulmus) bogate în specii epifite, Insulițe și insule mici din Baltica boreală, Pajiști fino-scandinave uscate până la mezice, bogate în specii de altitudine mică.
La baza desemnării sitului se află un număr nedeclarat de specii protejate.